# Тас-Кистабит
Тас-Кистабит (рос. Тас-Кыстабыт, якут. Таас Кыстаабыт) — гірський масив в Республіці Саха і Магаданській області, Росія.
Також відомий як «хребе́т Саричева» — Саричевський хребет на честь російського картографа 19 століття адмірала Гаврила Саричева.

## Географія
Тас-Кистабит височіє на крайньому південному сході хребта Черського.
Пасмо обмежено верхів'ям долини річки Індигірки та її притоки річки Нери.
Найвища гора хребта — безіменна вершина висотою 2341 м.

Хребет простягається приблизно в напрямку NNW/SSE приблизно на 175 км.
Він відокремлює Оймяконське плоскогір'я на заході від Нерського плоскогір'я на північному сході.
На сході обмежено Верхньоколимським нагір'ям, а на півдні перекривається хребтом Сунтар-Хаята.

## Флора
Нижні схили пасма вкриті розрідженою модриновою тайгою.
На висотах є лише гірська тундра.